# 桃園市平鎮區公所

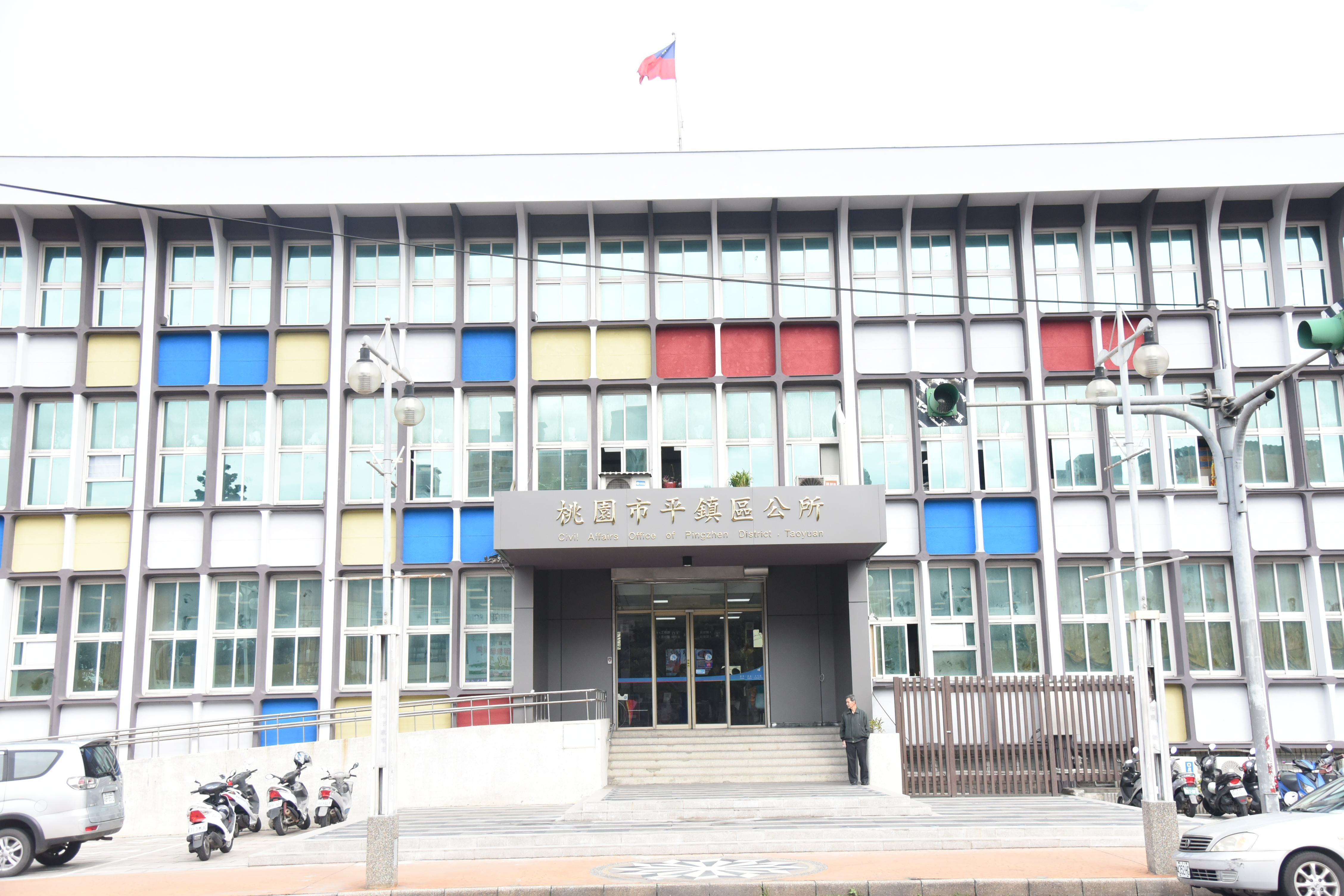
平鎮區公所大門口

桃園市平鎮區公所（英語：Pingzhen District Office）是桃園市政府在桃園市平鎮區的派出機關，在中華民國政府架構中屬於區公所位階，上級業務監督機關為桃園市政府。

## 沿革
- 1920年，轄區自「安平鎮」，改稱「平鎮」。
- 1945年，平鎮庄改為平鎮鄉，成立「平鎮鄉公所」。
- 1992年，平鎮鄉改制平鎮市，而改制為「平鎮市公所」。
- 2014年，平鎮區因應桃園市改制，本所改制為「平鎮區公所」。

## 轄下單位
因應平鎮區幅員廣大，本所設有四室、五課，分別為秘書室、政風室、會計室、人事室、民政課、工務課、農經課、社會課、人文課、平鎮區調解委員會、平鎮區租佃委員會及平鎮區民防團等。

## 公所大樓
平鎮區公所大樓共三層。
- 一樓：民政課、里幹事辦公室、社會課、工務課、農經課。
- 二樓：區長辦公室、副區長辦公室、主任秘書辦公室、秘書視導辦公室、人文課、會計室、政風室、人事室。
- 三樓：禮堂、舞台、第一會議室、第二會議室、秘書室。